# آپا (شخصیت)
آپا (به انگلیسی: Appa) یک شخصیت خیالی در مجموعه پویانمایی تلویزیونی نیکلودئون آواتار: آخرین بادافزار و در فیلم آخرین بادافزار است. در این مجموعه، آپا تنها گاومیش پرنده دم-تخت آسمانی زنده شناخته شده است، گونه‌ای از حیوانات که می‌توانند به طور طبیعی پرواز کنند، و راهنمای روح حیوانی قهرمان داستان، آنگ است. دی بردلی بیکر صداپیشگی آپا را به همراه تمام حیوانات دیگر در سریال تلویزیونی و فیلم بر عهده دارد.